# José Geraldo da Cruz
Dom José Geraldo da Cruz, A. A. (Muriaé, 8 de agosto de 1941 – Muriaé, 4 de abril de 2022) foi um religioso brasileiro, bispo emérito da Diocese de Juazeiro, Bahia.

## Biografia
Dom Geraldo é natural de Muriaé (MG). Nasceu em 8 de agosto de 1941. Religioso da Congregação dos Agostinianos da Assunção, ele fez sua profissão religiosa dia 14 de maio de 1961, foi ordenado sacerdote em 1 de maio de 1969, em Belo Horizonte (MG). No dia 4 de junho de 2003 foi nomeado como o terceiro bispo de Juazeiro (BA) pelo então Papa João Paulo II, sendo sagrado em 16 de agosto do mesmo ano. Adotou como lema episcopal: “Venha a nós o vosso Reino”.
Assumiu sua missão em Juazeiro em 30 de agosto de 2003. Em seu governo pastoral, o bispo da congregação Assuncionistas, buscou uma continuidade com o legado de seus antecessores e dar acento à formação de um clero local e de seminaristas, tendo como resultado é uma quantidade maior de padres assumindo as paróquias.
Também houve, no período de seu governo, a incorporação do município de Uauá à diocese, assim como a fundação de novas paróquias, que aos poucos foram dando outra configuração geográfica ao território diocesano. Também foram criadas outras pastorais, como a Pastoral da Pessoa Idosa, Comunicação e Universitária. Vem sendo dada uma reanimação na Catequese.
Houve, também, uma maior preocupação com a questão administrativa, de se criar uma estrutura mais aparelhada para dar conta das atividades pastorais. Durante a gestão de dom Geraldo, foi celebrado os 50 anos de fundação da diocese de Juazeiro e a elevação da Catedral diocesana à Santuário Nossa Senhora das Grotas.
Próximo a completar 75 anos,  dom José Geraldo pediu ao Papa a nomeação de um bispo coadjutor que o sucedesse no pastoreio de Juazeiro. Assim, em setembro de 2016 passa o comando da diocese para seu quarto bispo. Como bispo emérito, permaneceu morando em Juazeiro, terra que elegeu para viver e continuar a servir.

## Morte
José Geraldo da Cruz morreu no dia 4 de abril de 2022, aos 80 anos de idade em Muriaé, vítima de um câncer de próstata.